# Lijst van rijksmonumenten in Molenlanden
De gemeente Molenlanden telt 278 inschrijvingen in het rijksmonumentenregister. Hieronder een overzicht. 

## Arkel
De plaats Arkel telt 10 inschrijvingen in het rijksmonumentenregister. Zie Lijst van rijksmonumenten in Arkel voor een overzicht.

## Bleskensgraaf
De plaats Bleskensgraaf telt 9 inschrijvingen in het rijksmonumentenregister. Zie Lijst van rijksmonumenten in Bleskensgraaf voor een overzicht.

## Brandwijk
De plaats Brandwijk telt 2 inschrijvingen in het rijksmonumentenregister.
| Object | Oorspronkelijke functie? | Bouwjaar | Architect | Locatie            | Coördinaten?                  | Nr.?   | Afbeelding        |
| --- | ------------------------ | -------- | --------- | ------------------ | ----------------------------- | ------ | ----------------- |
| Forse boerderij onder hoog, rieten zadeldak met wolfeind aan de voorzijde. Gepleisterde voorgevel met staafankers. Hooggelegen vloedkamers; voordeur met stoep | Boerderij                | 17e eeuw |           | Brandwijksedijk 48 | 51° 53' 52" NB, 4° 50' 2" OL  | 10088  | Meer afbeeldingen |
| Terrein waarin resten van een donk | Archeologisch monument   |          |           |                    | 51° 53' 28" NB, 4° 47' 37" OL | 510541 | Upload foto       |

## Giessenburg
De plaats Giessenburg telt 27 inschrijvingen in het rijksmonumentenregister. Zie Lijst van rijksmonumenten in Giessenburg voor een overzicht.

## Gijbeland
De plaats Gijbeland telt 4 inschrijvingen in het rijksmonumentenregister.
| Object | Oorspronkelijke functie? | Bouwjaar          | Architect | Locatie            | Coördinaten?                  | Nr.?  | Afbeelding        |
| --- | ------------------------ | ----------------- | --------- | ------------------ | ----------------------------- | ----- | ----------------- |
| Gave boerderij met kernachtige hoofdvorm | Boerderij                | midden 19e eeuw   |           | Gijbelandsedijk 12 | 51° 52' 22" NB, 4° 48' 23" OL | 10089 | Meer afbeeldingen |
| Eenvoudige boerderij met puntgevel en hoog rieten dak                                                                                       | Boerderij                | mogelijk 18e eeuw |           | Gijbelandsedijk 16 | 51° 52' 24" NB, 4° 48' 29" OL | 10090 | Meer afbeeldingen |
| Boerderij waarvan de doorsnede een asymmetrische vorm heeft                                                                                 | Boerderij                | mogelijk 17e eeuw |           | Gijbelandsedijk 17 | 51° 52' 24" NB, 4° 48' 29" OL | 10091 | Meer afbeeldingen |
| Rijzige boerderij met hoog, rieten zadeldak en aan de voorzijde een bakstenen puntgevel met vlechtingen en vensters met zesruitsschuiframen | Boerderij                | midden 19e eeuw   |           | Gijbelandsedijk 39 | 51° 52' 33" NB, 4° 49' 2" OL  | 10092 | Meer afbeeldingen |

## Goudriaan
De plaats Goudriaan telt 17 inschrijvingen in het rijksmonumentenregister. Zie Lijst van rijksmonumenten in Goudriaan voor een overzicht.

## Graafland
De plaats Graafland telt 2 inschrijvingen in het rijksmonumentenregister.
| Object   | Oorspronkelijke functie? | Bouwjaar     | Architect | Locatie | Coördinaten?                  | Nr.?  | Afbeelding  |
| -------- | ------------------------ | ------------ | --------- | ------- | ----------------------------- | ----- | ----------- |
| Huisterp | Archeologisch monument   | middeleeuwen |           |         | 51° 55' 25" NB, 4° 51' 11" OL | 47107 | Upload foto |
| Huisterp | Archeologisch monument   | middeleeuwen |           |         | 51° 55' 32" NB, 4° 51' 38" OL | 47108 | Upload foto |

## Groot-Ammers
De plaats Groot-Ammers telt 12 inschrijvingen in het rijksmonumentenregister. Zie Lijst van rijksmonumenten in Groot-Ammers voor een overzicht.

## Hoogblokland
De plaats Hoogblokland telt 8 inschrijvingen in het rijksmonumentenregister. Zie Lijst van rijksmonumenten in Hoogblokland voor een overzicht.

## Hoornaar
De plaats Hoornaar telt 6 inschrijvingen in het rijksmonumentenregister.
| Object | Oorspronkelijke functie?  | Bouwjaar          | Architect | Locatie         | Coördinaten?                  | Nr.?  | Afbeelding        |
| --- | ------------------------- | ----------------- | --------- | --------------- | ----------------------------- | ----- | ----------------- |
| Noordelijk van de kerk gelegen herenhuis met verdieping en omlopend schilddak. Twee dakkapellen met eenvoudige gesneden zijstukken. Schilderachtige ligging achter twee oude platanen                       | Kerkelijke dienstwoning   | 1874 of ouder     |           | Dorpsweg 11     | 51° 52' 50" NB, 4° 56' 47" OL | 22622 | Meer afbeeldingen |
| Hervormde kerk | Kerk en kerkonderdeel     | 15e eeuw          |           | Dorpsweg 10B    | 51° 52' 49" NB, 4° 56' 48" OL | 22623 | Meer afbeeldingen |
| Langgerekte boerderij. Rieten zadeldak. Het woonhuis heeft rechts een opkamer. Grote inrijdeuren onder opgewipt dakgedeelte                                                                                 | Boerderij                 | 1788              |           | Dorpsweg 55     | 51° 53' 6" NB, 4° 56' 24" OL  | 22624 | Meer afbeeldingen |
| Oudendijkse Molen | Industrie- en poldermolen | 1683              |           | Dorpsweg 63     | 51° 52' 47" NB, 4° 55' 38" OL | 22625 | Meer afbeeldingen |
| Goed bewaarde boerderij met rechte puntgevel met vlechtingen en links opkamer onder zadeldak, parallel aan de straat. Groot, ingebroken venster met 25 ruits-schuifraam en deurbovenlicht met 15 ruits-raam | Boerderij                 | mogelijk 17e eeuw |           | Dorpsweg 125    | 51° 52' 49" NB, 4° 56' 45" OL | 22626 | Meer afbeeldingen |
| Scheiwijkse Molen | Industrie- en poldermolen | 1638              |           | Lage Giessen 53 | 51° 52' 1" NB, 4° 55' 11" OL  | 22627 | Meer afbeeldingen |

## Kinderdijk
De plaats Kinderdijk telt 23 inschrijvingen in het rijksmonumentenregister. Zie Lijst van rijksmonumenten in Kinderdijk voor een overzicht.

## Langerak
De plaats Langerak telt 8 inschrijvingen in het rijksmonumentenregister. Zie Lijst van rijksmonumenten in Langerak (Zuid-Holland) voor een overzicht.

## Molenaarsgraaf
De plaats Molenaarsgraaf telt 18 inschrijvingen in het rijksmonumentenregister. Zie Lijst van rijksmonumenten in Molenaarsgraaf voor een overzicht.

## Nieuw-Lekkerland
De plaats Nieuw-Lekkerland telt 4 inschrijvingen in het rijksmonumentenregister.
| Object                                                                                 | Oorspronkelijke functie?  | Bouwjaar                                                            | Architect                 | Locatie      | Coördinaten?                  | Nr.?   | Afbeelding                                                                             |
| -------------------------------------------------------------------------------------- | ------------------------- | ------------------------------------------------------------------- | ------------------------- | ------------ | ----------------------------- | ------ | -------------------------------------------------------------------------------------- |
| Boerderij onder rieten zadeldak. Voorgevel met vlechtingen en geblokte ontlastingsboog | Boerderij                 | 17e eeuw                                                            |                           | Lekdijk 63   | 51° 53' 37" NB, 4° 41' 57" OL | 30536  | Boerderij onder rieten zadeldak. Voorgevel met vlechtingen en geblokte ontlastingsboog |
| Molen De Regt                                                                          | Industrie- en poldermolen | 1808 of eerder (bouw) 1968 (onttakeld)                              |                           | Lekdijk 415A | 51° 53' 16" NB, 4° 39' 36" OL | 30537  | Meer afbeeldingen                                                                      |
| L. & N. Smit's Stichting: voormalige bejaardentehuis                                   | Sociale zorg, liefdadigh. | 1885                                                                | Aart den Boer (1852-1941) | Lekdijk 354  | 51° 53' 15" NB, 4° 40' 9" OL  | 516160 | Meer afbeeldingen                                                                      |
| Hervormde Kerk: inventaris (orgel, preekstoel, doophek, herenbank)                     | Vanwege onderdelen kerk   | 1853 (orgel) 17e eeuw (preekstoel + herenbank) 19e eeuw (herenbank) |                           | Lekdijk 118  | 51° 53' 29" NB, 4° 41' 18" OL | 527864 | Meer afbeeldingen                                                                      |

## Nieuwpoort
De plaats Nieuwpoort telt 56 inschrijvingen in het rijksmonumentenregister. Zie Lijst van rijksmonumenten in Nieuwpoort voor een overzicht.

## Noordeloos
De plaats Noordeloos telt 15 inschrijvingen in het rijksmonumentenregister. Zie Lijst van rijksmonumenten in Noordeloos voor een overzicht.

## Ottoland
De plaats Ottoland telt 14 inschrijvingen in het rijksmonumentenregister. Zie Lijst van rijksmonumenten in Ottoland voor een overzicht.

## Oud-Alblas
De plaats Oud-Alblas telt 24 inschrijvingen in het rijksmonumentenregister. Zie Lijst van rijksmonumenten in Oud-Alblas voor een overzicht.

## Schelluinen
De plaats Schelluinen telt 1 inschrijving in het rijksmonumentenregister.
| Object      | Oorspronkelijke functie? | Bouwjaar | Architect | Locatie   | Coördinaten?                  | Nr.?  | Afbeelding        |
| ----------- | ------------------------ | -------- | --------- | --------- | ----------------------------- | ----- | ----------------- |
| Schelluinen | Kasteel, buitenplaats    | ca. 1565 |           | Kerkweg 4 | 51° 50' 30" NB, 4° 55' 33" OL | 33082 | Meer afbeeldingen |

## Streefkerk
De plaats Streefkerk telt 15 inschrijvingen in het rijksmonumentenregister. Zie Lijst van rijksmonumenten in Streefkerk voor een overzicht.

## Vuilendam
De plaats Vuilendam telt 1 inschrijving in het rijksmonumentenregister.
| Object                                                                      | Oorspronkelijke functie? | Bouwjaar | Architect | Locatie | Coördinaten?                  | Nr.?  | Afbeelding        |
| --------------------------------------------------------------------------- | ------------------------ | -------- | --------- | ------- | ----------------------------- | ----- | ----------------- |
| Langgerekte boerderij, gedateerd op het lateitje van een der keldervensters | Boerderij                | 1653     |           |         | 51° 52' 59" NB, 4° 50' 46" OL | 10093 | Meer afbeeldingen |

## Wijngaarden
De plaats Wijngaarden telt 2 inschrijvingen in het rijksmonumentenregister.
| Object                             | Oorspronkelijke functie? | Bouwjaar          | Architect | Locatie        | Coördinaten?                  | Nr.?  | Afbeelding        |
| ---------------------------------- | ------------------------ | ----------------- | --------- | -------------- | ----------------------------- | ----- | ----------------- |
| Nederlands Hervormde Kerk          | Kerk en kerkonderdeel    | mogelijk 15e eeuw |           | Dorpsstraat 25 | 51° 50' 42" NB, 4° 45' 49" OL | 39853 | Meer afbeeldingen |
| Terrein waarin sporen van bewoning | Archeologisch monument   | Romeinse Tijd     |           |                | 51° 51' 11" NB, 4° 44' 30" OL | 46142 | Upload foto       |

Alblasserdam ·
Albrandswaard ·
Alphen aan den Rijn ·
Barendrecht ·
Bodegraven-Reeuwijk ·
Capelle aan den IJssel ·
Delft ·
Den Haag ·
Dordrecht ·
Goeree-Overflakkee ·
Gorinchem ·
Gouda ·
Hardinxveld-Giessendam ·
Hendrik-Ido-Ambacht ·
Hillegom ·
Hoeksche Waard‎ ·
Kaag en Braassem ·
Katwijk ·
Krimpen aan den IJssel ·
Krimpenerwaard ·
Lansingerland ·
Leiden ·
Leiderdorp ·
Leidschendam-Voorburg ·
Lisse ·
Maassluis ·
Midden-Delfland ·
Molenlanden ·
Nieuwkoop ·
Nissewaard ·
Noordwijk ·
Oegstgeest ·
Papendrecht ·
Pijnacker-Nootdorp ·
Ridderkerk ·
Rijswijk ·
Rotterdam ·
Schiedam ·
Sliedrecht ·
Teylingen ·
Vlaardingen ·
Voorne aan Zee ·
Voorschoten ·
Waddinxveen ·
Wassenaar ·
Westland ·
Zoetermeer ·
Zoeterwoude ·
Zuidplas ·
Zwijndrecht